# 134105 Josephfust
134105 Josephfust este o planetă minoră (asteroid) din centura de asteroizi. A fost descoperită pe 14 decembrie 2004 la Catalina Station⁠(d) de Catalina Sky Survey. 
Obiectul prezintă o orbită caracterizată de o semiaxă mare de 3,0975232307168 UAi, o excentricitate de 0,12, o înclinație de 2,2 ° în raport cu ecliptica.